# (12659) Schlegel
(12659) Schlegel (1973 UR5) – planetoida z pasa głównego asteroid okrążająca Słońce w ciągu 3,66 lat w średniej odległości 2,38 j.a. Odkryta 27 października 1973 roku.